# Сигновка

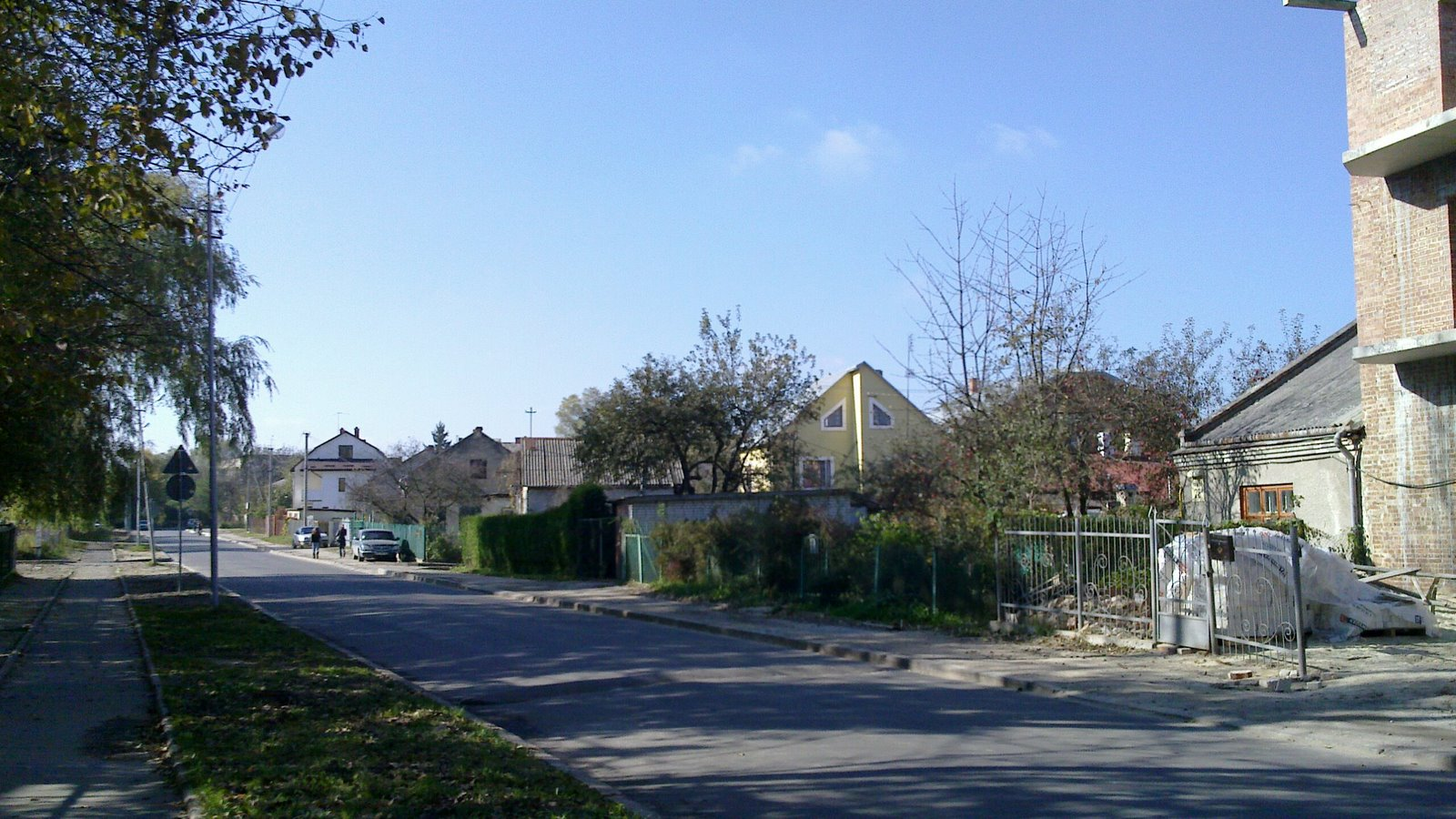

Сигно́вка — местность Железнодорожного района Львова (Украина). Ограничена улицами Патона, Выговского и Городоцкой. Ранее (о чём свидетельствуют карты Львова до 1938 года) к Сигновке относили территорию от ул. Городоцкой до Кульпаркова и Скниловка. Главные улицы: Городоцкая, Патона, Ряшевская, Сигновка. Существует версия, что название участка происходит от названия имения братьев Синьи (ит. Signi), Signiowka — Sygniowka, которое было расположено в этом месте.

## История
В прошлом Сигновка была единственной в ближайших окрестностях Львова немецкой колонией. До Первой Мировой войны Сигновка имела статус села с населением около 2000 человек, из которых более двух третей были немцами. В период между мировыми войнами на ул. Городоцкой, 281 находился Народный дом Сигновки (при СССР — кинотеатр имени Чкалова, в период независимости кинотеатр — «Арлекино», впоследствии закрытый).
В советские времена на территории Сигновки был построен новый жилой массив — Серебристый (Сриблястый, между улицами Патона, Любинской и Терешковой).
Одновременно к Сигновке были проведены троллейбусные линии. Сначала маршрут № 2 (к началу нынешней ул. Выговского), позже маршруты № 7 и № 12, впоследствии со стороны ул. Любинской № 3 и № 10. На конец 2008 года к Сигновке ходили троллейбусы маршрутов № 3, 7, 9 и 10.

## Важные сооружения
- Администрация Железнодорожного района Львова
- Церковь Воскресенья Христового
- Церковь Святого Архистратига Михаила.